# Kjell-Åke Nilsson
Kjell-Åke Nilsson, "Sörmarkarn", född den 5 april 1942, svensk friidrottare (höjdhopp). Han tävlade för Sörmarks IF och IFK Sunne. Han utsågs 1963 till Stor Grabb nummer 224.